# Норт-Гоббс (Нью-Мексико)
Норт-Гоббс (англ. North Hobbs) — переписна місцевість (CDP) в США, в окрузі Леа штату Нью-Мексико. Населення — 6529 осіб (2020).

## Географія
Норт-Гоббс розташований за координатами 32°46′24″ пн. ш. 103°7′24″ зх. д. / 32.77333° пн. ш. 103.12333° зх. д. (32.773260, -103.123400).  За даними Бюро перепису населення США в 2010 році переписна місцевість мала площу 67,50 км², з яких 67,40 км² — суходіл та 0,10 км² — водойми.

## Демографія
Згідно з переписом 2010 року, у переписній місцевості мешкала 5391 особа в 1913 домогосподарствах у складі 1479 родин. Густота населення становила 80 осіб/км².  Було 2091 помешкання (31/км²).
Расовий склад населення:
| - 86,6 % — білих - 1,7 % — чорних або афроамериканців - 0,7 % — азіатів - 0,6 % — корінних американців - 7,9 % — осіб інших рас |

До двох чи більше рас належало 2,4 %. Частка іспаномовних становила 29,6 % від усіх жителів.
За віковим діапазоном населення розподілялося таким чином: 27,5 % — особи молодші 18 років, 62,7 % — особи у віці 18—64 років, 9,8 % — особи у віці 65 років та старші. Медіана віку мешканця становила 36,3 року. На 100 осіб жіночої статі у переписній місцевості припадало 105,5 чоловіків;  на 100 жінок у віці від 18 років та старших — 104,4 чоловіків також старших 18 років.
Середній дохід на одне домашнє господарство  становив 94 437 доларів США (медіана — 78 333), а середній дохід на одну сім'ю — 107 073 долари (медіана — 86 912). Медіана доходів становила 70 132 долари для чоловіків та 32 152 долари для жінок. За межею бідності перебувало 3,6 % осіб, у тому числі 2,9 % дітей у віці до 18 років та 13,0 % осіб у віці 65 років та старших.
Цивільне працевлаштоване населення становило 2890 осіб. Основні галузі зайнятості: сільське господарство, лісництво, риболовля — 20,4 %, освіта, охорона здоров'я та соціальна допомога — 19,2 %, транспорт — 9,2 %, оптова торгівля — 8,0 %.